# Native Instruments
Native Instruments（以下简称NI），是一家专门生产和供应音频软硬件的德国公司。其产品主要面向音乐制作、声音设计、演奏和DJ。该公司总部位于柏林，并在洛杉矶、东京、伦敦、巴黎以及深圳设有办公室。
1. ↑  . Native Instruments 官方网站. 2024-06-10  [2024-07-10]. （原始内容存档于2025-02-08） （英语）.